# Ficus pulchella
Ficus pulchella är en mullbärsväxtart som beskrevs av Heinrich Wilhelm Schott och Spreng.. Ficus pulchella ingår i släktet fikonsläktet, och familjen mullbärsväxter. Inga underarter finns listade i Catalogue of Life.